# Comuna Stari Petlîkivți, Buceaci
Stari Petlîkivți (în ucraineană Старі Петликівці) este o comună în raionul Buceaci, regiunea Ternopil, Ucraina, formată din satele Bileavînți și Stari Petlîkivți (reședința).

## Demografie
Componența lingvistică a comunei Stari Petlîkivți
     Ucraineană (99,82%)
Conform recensământului din 2001, majoritatea populației comunei Stari Petlîkivți era vorbitoare de ucraineană (99,82%), existând în minoritate și vorbitori de alte limbi.